# Coupe ASOBAL 2004-2005
Navigation
Coupe ASOBAL 2003-2004 Coupe ASOBAL 2005-2006
La Coupe ASOBAL 2004-2005 est la 15e édition de la compétition qui a eu lieu les 18 et 19 décembre 2004 dans le Palais de l'Infante Cristina de Roquetas de Mar, dans la banlieue dans la province d'Almería.
Elle est remportée par le BM Ciudad Real pour la 2e fois.

## Équipes engagées et formule
Les équipes engagées sont le BM Almería qui est organise la compétition à domicile et les trois premières équipes du Championnat d'Espagne 2004-2005 à la fin des matchs aller, à savoir le BM Ciudad Real, le Portland San Antonio et le FC Barcelone.
Le format de la compétition est une phase finale à 4 (demi-finale, finale) avec élimination directe. L'équipe qui remporte la compétition obtient une place qualificative pour la Coupe de l'EHF masculine 2005-2006 (2e place attribuée). Si le vainqueur obtient par un autre biais une place en Ligue des champions, Coupe des coupes ou  Coupe de l'EHF masculine 2005-2006 (1re place attribuée), la place qualificative est réattribuée au club le mieux classé en championnat.

## Résultats
|  | Demi-finales         | Demi-finales         |                |    | Finale | Finale |
|  | Demi-finales         | Demi-finales         |                |    | Finale | Finale |
|  |                      |                      |                |    |        |        |
|  |                      |                      |                |    |        |        |
|  |                      |                      |                |    |        |        |
|  | BM Almería           | 22                   |                |    |        |        |
|  | BM Almería           | 22                   |                |    |        |        |
|  | BM Ciudad Real       | 33                   |                |    |        |        |
|  | BM Ciudad Real       | 33                   | BM Ciudad Real | 39 |        |        |
|  |                      |                      | BM Ciudad Real | 39 |        |        |
|  |                      | Portland San Antonio | 36             |    |        |        |
|  | Portland San Antonio | Portland San Antonio | 36             | 30 |        |        |
|  | Portland San Antonio |                      |                | 30 |        |        |
|  | FC Barcelone         | 27                   |                |    |        |        |
|  | FC Barcelone         | 27                   |                |    |        |        |